# Une confession ou Olia, Génia, Zoïa
Une confession ou Olia, Génia, Zoïa (en russe : Ispoved ili Olia, Jenia, Zoïa) est une nouvelle d’Anton Tchekhov, parue en 1882.

## Historique
Une confession ou Olia, Génia, Zoïa est initialement dans la revue russe Le Réveil-matin, no 12, du 23 mars 1882, sous le pseudonyme G.B….
C’est une nouvelle humoristique sous forme d’une confession d’un homme qui raconte l’échec de ses trois tentatives de mariage.

## Résumé
Makar Baldastov écrit à une amie les circonstances qui ont fait qu’il est toujours célibataire à trente-neuf ans. Sa première tentative de mariage s’est soldée par un échec à cause d’un troupeau d’oie. En se promenant avec Olga Maksimovna, son amie de l’époque, Olga voulant prendre un oison dans les mains, s’était fait poursuivre par un jar. Effrayée, elle était partie en courant et lui avait vu la bêtise sur son visage. Il avait rompu aussitôt.
La deuxième fut lorsqu’il faisait la cour à Génia Pchikova. Il se croyait écrivain de talent à l’époque, elle le croyait également. Quand sa première œuvre fut refusée sèchement par une revue littéraire, elle perdit confiance en lui et rompit.
La troisième tentative avec Zoïa Pepsinov trouve sa fin à l’opéra. Il va pour lui déclarer sa flamme, mais est pris d’un hoquet tenace. Les loges voisines, le père de la promise, tout le monde le regarde. Il s’enfuit. Le lendemain, elle refuse de le voir.
Il y eut douze autres tentatives. Makar est toujours célibataire. 

## Édition française
Une confession ou Olia, Génia, Zoïa, traduit par Madeleine Durand avec la collaboration d’E. Lotar, Vladimir Pozner et André Radiguet, dans le volume Premières nouvelles, Paris, 10/18, coll. « Domaine étranger » no 3719, 2004  (ISBN 2-264-03973-6)